# كيلي كريستينا بيريرا دا سيلفا
كيلي كريستينا بيريرا دا سيلفا (بالبرتغالية: Kelly Cristina) هي لاعبة كرة قدم برازيلية، ولدت في 8 مايو 1985 في ساو غونسالو في البرازيل. شاركت مع منتخب البرازيل لكرة القدم للسيدات.

## وصلات خارجية
- كيلي كريستينا بيريرا دا سيلفا على موقع الاتحاد الدولي (مؤرشف)  (الإنجليزية)
- كيلي كريستينا بيريرا دا سيلفا على موقع قاعدة بيانات كرة القدم.إي يو (الإنجليزية)
- كيلي كريستينا بيريرا دا سيلفا على موقع Soccerway.com (الإنجليزية)
- كيلي كريستينا بيريرا دا سيلفا على موقع أوليمبيديا (الإنجليزية)
- كيلي كريستينا بيريرا دا سيلفا على موقع اللجنة الأولمبية البرازيلية (البرتغالية)